# کوهیگان
کوهیگان به معنی هیگان کوچک (به ژاپنی: 小彼岸 コヒガン Kohigan) با (نام علمی: 'Cerasus x subhirtella Miquel 'Subhirtella') یک نوع درخت گیلاس از نوع ساکورای باغی است. از ترکیب ادوهیگان و مامه-زاکورا به وجود آمده‌است. ارتفاع درخت کوتاه است و برای همین برای اینکه با ادوهیگان متمایز شود هیگان کوچک نامیده می‌شود.

## ویژگی گل
- ارتفاع درخت: ۶ متر
- تعداد گلبرگ: ۵ عدد
- رنگ: صورتی کمرنگ
- قطر گل: ۱٫۸ تا ۲٫۶ سانتیمتر
- زمان گل‌دهی:اواخر مارس
- محل نمونه:پارک شینجوکو گیوئن در توکیو[۲]

## نگارخانه

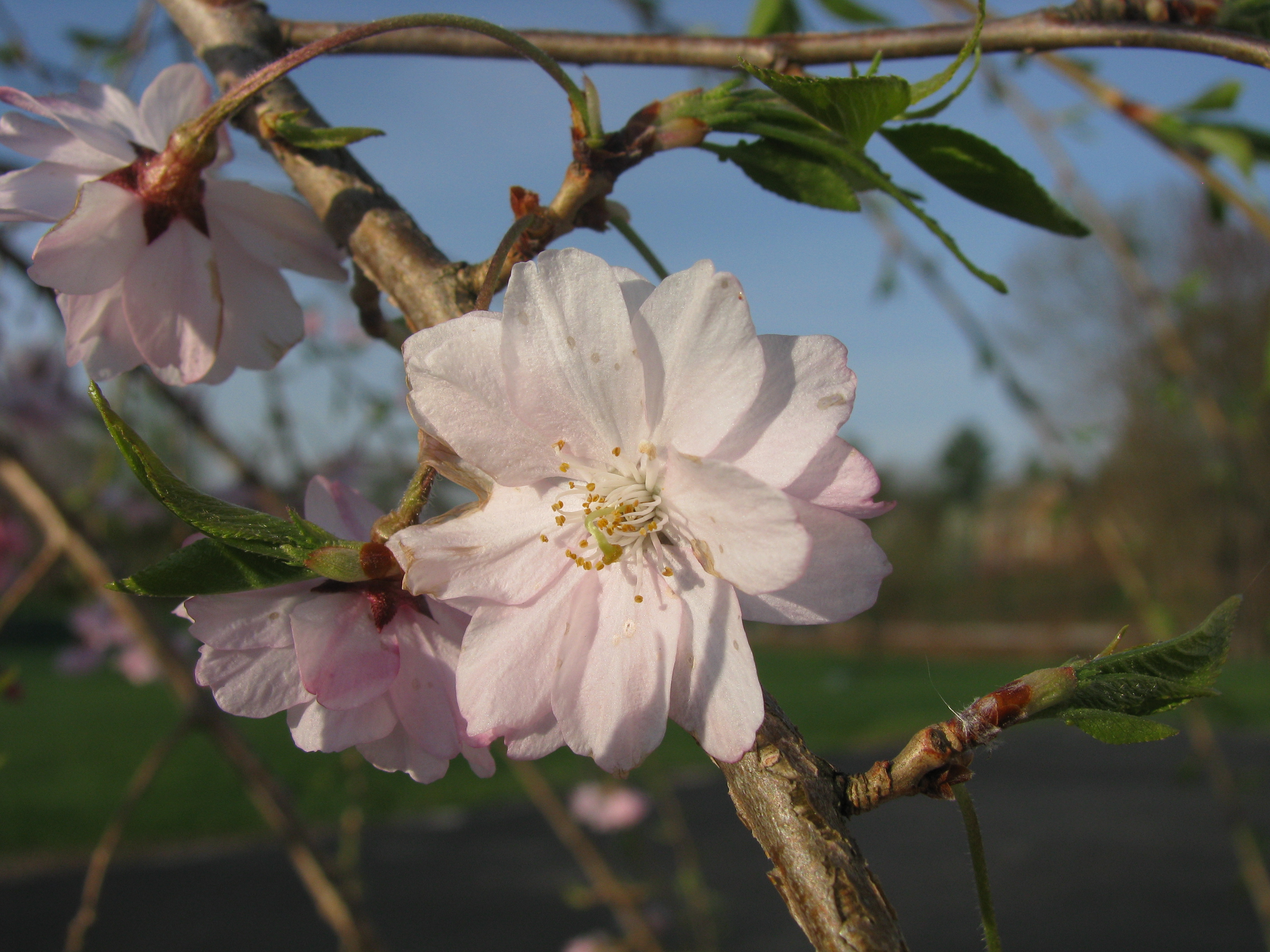
کوهیگان